# 桑塔 (愛達荷州)
聖塔（英語：Santa）是位於美國愛達荷州本瓦縣的一個非建制地區。

## 地理
聖塔的座標為47°09′01″N 116°26′57″W / 47.15028°N 116.44917°W，而該地的平均海拔高度為811米（即2661英尺）。